# Томаш Крбечек
Томаш Крбечек (чеськ. Tomáš Krbeček, нар. 27 жовтня 1985, Хеб) — чеський футболіст. Завершив кар'єру в 2021 році.
Виступав, зокрема, за клуб «Вікторія» (Пльзень), а також молодіжну збірну Чехії.

## Клубна кар'єра
Народився 27 жовтня 1985 року в місті Хеб. Вихованець футбольної школи клубу «Вікторія» (Пльзень). Дорослу футбольну кар'єру розпочав 2004 року в основній команді того ж клубу, в якій провів п'ять сезонів, взявши участь у 76 матчах чемпіонату.
Згодом з 2009 по 2017 рік грав у складі команд «Слован», «Вікторія» (Пльзень), «Усті-над-Лабем», «Ружомберок», «Пршибрам», «Вишеград» та «Баварія» (Гоф).
До складу клубу «Боген» приєднався 2017 року.

## Виступи за збірні
2003 року дебютував у складі юнацької збірної Чехії (U-19), загалом на юнацькому рівні взяв участь у 1 іграх.
2007 року залучався до складу молодіжної збірної Чехії. На молодіжному рівні зіграв в одному офіційному матчі.